# Jasmin Burić
Jasmin Burić (Zenica, 18 febbraio 1987) è un calciatore bosniaco, portiere dello Zagłębie Lubin.

## Palmarès

### Club

#### Competizioni nazionali
- Campionato polacco: 2

Lech Poznan: 2009-2010, 2014-2015
- Supercoppa di Polonia: 2

Lech Poznan: 2015, 2016